# CulturCongressCentrum

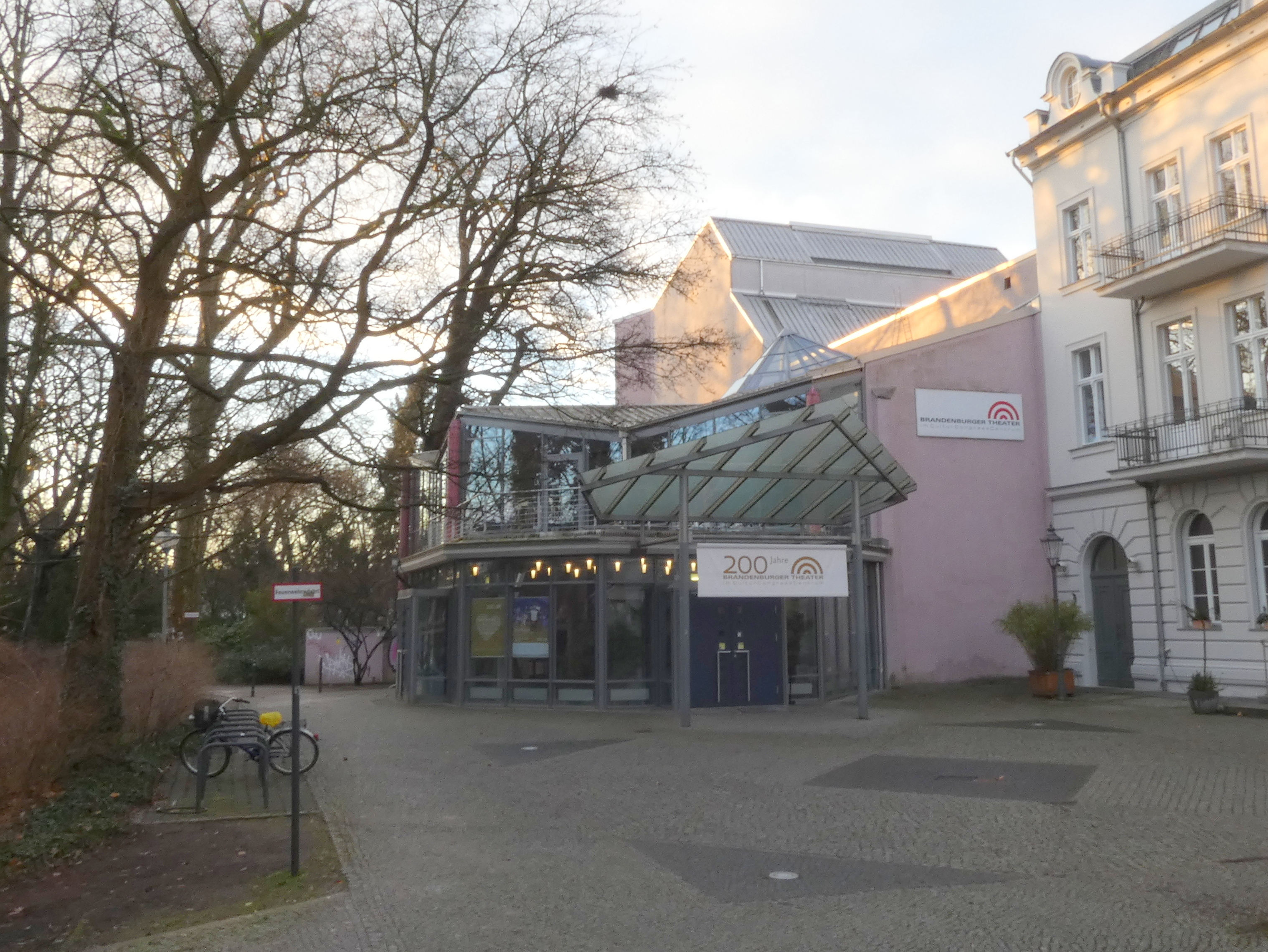
Der Haupteingang des Brandenburger CulturCongressCentrums in der Grabenstraße

Das CulturCongressCentrum ist ein Kultur- und Kongresszentrum in der Stadt Brandenburg an der Havel. Es ist Heimstätte des Brandenburger Theaters und mit diesem der Brandenburger Symphoniker unter der Adresse Grabenstraße 14.

## Brandenburger Theater
Die Heimstätte des Brandenburger Theaters ist seit 2000 das CulturCongressCentrum. Eröffnet wurde es nach einer etwa dreijähriger Bauzeit am 16. Juni. Es entstand an Stelle des alten Bühnenhauses welches 1997 abgerissen wurde. Dieses war nach dem Zweiten Weltkrieg durch Umbauten und Erweiterungen der vorbestehenden Stadthalle baulich gewachsen. Integriert in das CulturCongressCentrum wurde die bereits am 29. Oktober 1994 eröffnete Studiobühne mit separatem Zugang in der Kanalstraße. Insgesamt verfügt das Gebäude über vier Bühnen:
- Großes Haus
- Studiobühne
- Puppenbühne
- Probebühne

Weiterhin werden regelmäßig die Foyers des großen Hauses und der Studiobühne bespielt.

## Weitere Nutzung
Die Räumlichkeiten und Bühne samt Technik werden neben dem Theaterbetrieb auch regelmäßig vermietet. Insgesamt stehen 1000 Quadratmeter Ausstellungsfläche (brutto 1500 Quadratmeter) zur Verfügung. Der Veranstaltungssaal im Großen Haus hat eine Fläche von 420 Quadratmetern und verfügt über die Bühne mit vollständiger theatertechnischer Ausstattung. Dieser Saal ist durch drei große Hubpodesten wandelbar. Er wird für Messen und Feste mit bis 400 Menschen genutzt. Insgesamt ist der verfügbare Raum auf bis zu 800 Quadratmeter erweiterbar.
Die Studiobühne ist für 280 Zuschauer nutzbar. Unter anderem fanden vorübergehend 2007 die Sitzungen der Stadtverordnetenversammlung Brandenburgs in dieser statt. Die Foyers mit ihren Glasfronten sind ebenfalls extern nutz- und mietbar. Beide verfügen jeweils über eine eigene Cafeteria.